# Ctenoplusia scoteina
Ctenoplusia scoteina là một loài bướm đêm trong họ Noctuidae.